# Bahnhof Herrath

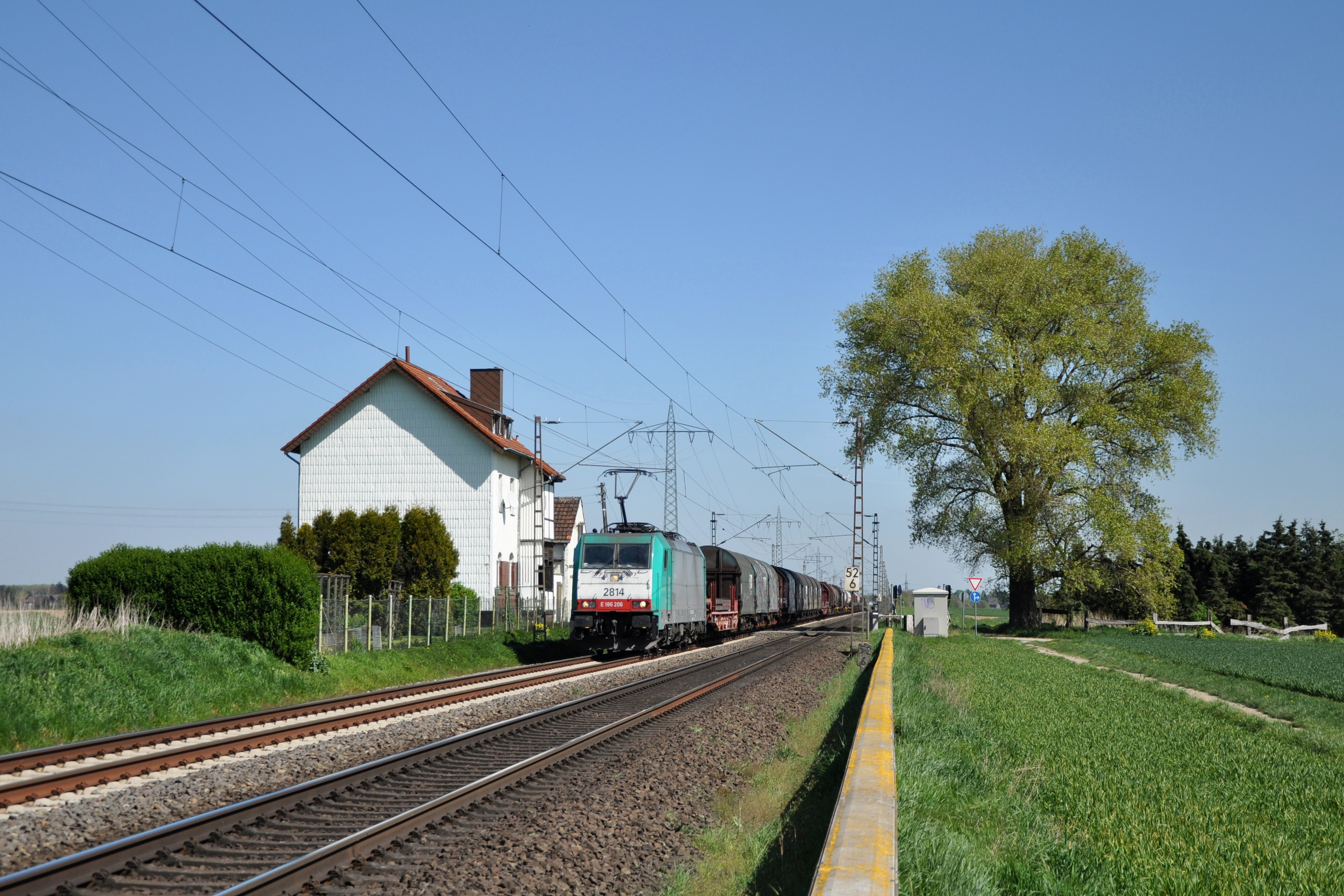
Baureihe 186 des Unternehmens Cobra fährt auf der Strecke kurz vor Herrath in Richtung Aachen

Der Bahnhof Herrath im Mönchengladbacher Ortsteil Herrath nimmt an der Bahnstrecke Aachen–Mönchengladbach als Tarifraumgrenzbahnhof zwischen dem Aachener Verkehrsverbund (AVV) und dem Verkehrsverbund Rhein-Ruhr (VRR) eine besondere Position ein.

## Geschichte
Die Station wurde am 1. Oktober 1887 als Haltepunkt mit einem Bahnhofsgebäude eröffnet und trug zunächst den Namen Herath. Der erste Zug lief in Richtung Aachen am 1. Oktober 1887 um 6:32 Uhr ein. 1906 wurde der Haltepunkt durch die örtliche Verbindung mit einer Anschlussstelle zu einer Haltestelle mit Güterverkehr, 1931 zum Bahnhof mit angebautem Güterschuppen und Stellwerk ausgebaut, um den Bahnhof Wickrath zu entlasten. Es entstanden eine Güteranlage mit einem Ladegleis und Zufahrtsstraße, ein Güterschuppen im Fachwerkstil und ein Haus mit Wohnungen für Beamte. Das alte, kleine Empfangsgebäude und der Bahnübergang blieben erhalten. Hoher Güterverkehr (hauptsächlich Rüben- und Viehtransporte) kam zur Erntezeit auf. Im Viehtransport übertraf Herrath Wickrath deutlich, aber im Personenverkehr blieb Wickrath bedeutender.

### Erster Weltkrieg
Nach dem Ersten Weltkrieg gingen durch Güterwagenmangel und die Ruhrgebietsbesetzung die Kohletransporte drastisch zurück. Die Transporte erfolgten wieder mit Pferdefuhrwerken oder man stieg auf billigere Ersatzbrennstoffe wie Braunkohle, Holz und Torf um. Erst Anfang 1924 normalisierte sich die Situation langsam wieder.
Mitte der 1920er Jahre stieg der Personenverkehr weiter an, so dass das alte Empfangsgebäude nicht mehr ausreichte, denn von 1926 bis 1928 erreichte er bereits wieder das Vorkriegsniveau, während der Güterverkehr gering blieb. Das Gebäude wurde in den Jahren 1928 bis 1931 an der Ostseite der Herrather Trasse gebaut. Es hatte eine mit Mauerpfeilern gestützte Vorhalle, an die der Wartesaal mit einer langen Sitzbank an der linken Fensterseite anschloss. Auf der rechten Seite lagen Diensträume mit der Fahrkartenausgabe und einem großen Schiebefenster als Empfangs- und Ausgabeschalter für Reisegepäck oder für den Eil- und Expressgutversand. Hinter dem Wartesaal gelangte man zur Bahnhofsgaststätte, deren Buffet- bzw. Thekenraum durch einen Holzrollladen vom Gastraum abgetrennt werden konnte. In der noch bis Ende der 1970er Jahre bewirtschafteten Gaststätte befand sich der erste öffentliche Fernseher von Herrath. Im Obergeschoss des Bahnhofsgebäudes lagen Wohnungen für Bahnbedienstete und Gaststättenpächter, im angrenzenden Nebengebäude gab es Toiletten und einen Backsteingüterschuppen. Dieser hatte an der Gleis- und Abfuhrseite eine Laderampe für Stück- und Massengüter mit einer Waage. Neben den beiden heutigen Durchgangsgleisen gab es noch weitere Güter- bzw. Rangiergleisanlagen entlang einer langen gepflasterten Abfuhrstraße zum An- und Abtransport.
Aus Sicherheitsgründen wurde eine Fußgängerunterführung angelegt und am 29. September 1929 zusammen mit einem neuen Bahnsteig eingeweiht. Man gelangte vom Wartesaal durch ein Eisengitter und die Unterführung zu einer zwischen den Gleisen gelegenen Halle aus Mauerwerk, Beton und verglaster Eisenkonstruktion. Hier am Zugang zum Bahnsteig gab es eine weitere Absperrung durch ein Eisenschiebetor, das jeweils kurz vor Ankunft des Zuges von einem Eisenbahnbediensteten geöffnet wurde, der dort mit seiner Zange die Fahrkarten entwertete. Diese Fußgängerunterführung sollte ursprünglich auf Wunsch der Dorfbewohner bis zur Dorfseite weitergeführt werden, was jedoch nie verwirklicht wurde.

### Zweiter Weltkrieg
Nach Juni 1940 transportierte die deutsche Reichsbahn bei Tag und Nacht Truppenmaterial über Mönchengladbach nach Westen. Bald begannen die alliierten Tiefflieger ihre Angriffe auf die Bahnanlagen. Beim Bahndamm in Richtung Herrath schlugen die ersten Bomben ein. Der frühere Reichsbahninspektor Rademacher vom Bahnhof Erkelenz schilderte die Luftangriffe wie folgt:
„Während in den ersten Kriegsjahren die Alarmbereitschaft nur vereinzelt am Tage auftrat, steigerte sie sich in den letzten Jahren, besonders im Jahre 1944 derart, dass nur unter Fliegeralarm gearbeitet wurde. Mit der Invasion im Westen steigerte sich die feindliche Fliegertätigkeit noch mehr. Ein einzelner Flieger setzte in wenigen Minuten drei Loks vor Zügen auf der Strecke in unserem Unfallmeldebezirk außer Betrieb, wobei an einer Lok 98 Durchschüsse im Kessel zu verzeichnen waren. Der Lokführer und der Heizer wurden mit schweren Verbrennungen ins Krankenhaus Erkelenz gebracht. In Herrath waren für das Eisenbahngeschütz in Erkelenz zwei Munitionswagen abgestellt. Sie kamen kurz vor Kriegsende unter Beschuss und explodierten, wobei zahlreiche Wohnhäuser beschädigt und das Beamtenwohnhaus, gegenüber dem (unversehrten) Empfangsgebäude, zerstört wurden.“
Bei einem Tieffliegerangriff am 28. November 1944 wurden das Stellwerk und die Unterführung völlig zerstört. Hierbei sind mehrere Herrather Einwohner umgekommen.

### Nachkriegsjahre
Nach dem Zweiten Weltkrieg verlor der Bahnhof an Bedeutung, behielt jedoch die Funktion einer Blockstelle. Nach dem Krieg wurde das zerstörte Stellwerk in halbrunder Form wieder an das Empfangsgebäude angebaut. Auf den Wiederaufbau des Beamtenwohnhauses und des Personentunnels wurde verzichtet. In den 1950er bis Mitte der 1960er Jahre wurde die Ortsgüteranlage des Bahnhofs Herrath vor allem zur Rübenernte von der Landwirtschaft genutzt. Durch die Verlagerung des Lastverkehrs von der Schiene auf die Straße und aufgrund des Trends im Personenverkehr hin zum eigenen Pkw wurden im Laufe der Zeit die Bahnanlagen auf den heutigen Stand eingeschränkt und abgebaut. Die Fahrkartenausgabe wurde am 30. Juni 1966 geschlossen und der Bahnhof wieder zum Haltepunkt herabgestuft. Um diese Zeit fand auch die Elektrifizierung der Strecke Aachen–Mönchengladbach statt. Am 22. Mai 1968 fuhr der erste von einer Elektrolokomotive geführte Personenzug von Aachen kommend über Herrath nach Rheydt.

### Güterverkehr
Von der Inbetriebnahme bis zum Ersten Weltkrieg wurden überwiegend Vieh, Kohle und Rüben transportiert. Bis in die Mitte der 1960er Jahre wurde der Bahnhof von der ansässigen Landwirtschaft als Güterumschlagplatz für Feldfrüchte genutzt. Zu nennen sind hier in erster Linie die Erzeugnisse landwirtschaftlicher Produktion, neben Rüben auch Weißkohl. Dafür standen zwei Förderbandanlagen zur Verfügung. Die Gleise des Güterumschlags befanden sich östlich des Streckengleises. Durch die Verlagerung des Lastverkehrs von der Schiene auf die Straße wurde die örtliche Güteranlage nicht mehr genutzt und verfiel in den 1970er und 1980er Jahren zunehmend. Die Güterhalle und die Gleise wurden 1990 abgebaut.

## Heutige Situation

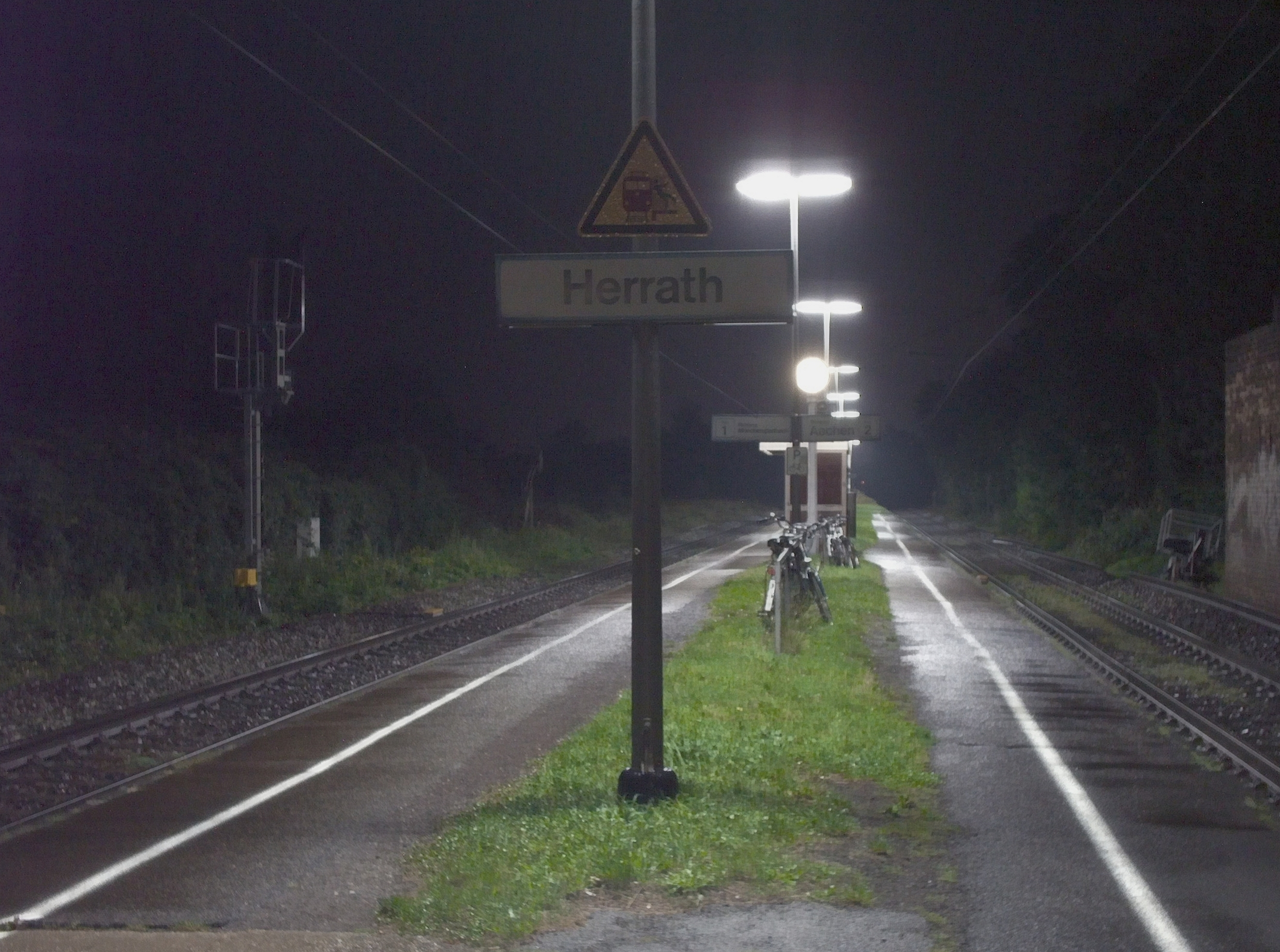
Der Mittelbahnsteig des Bahnhofs Herrath

Der Haltepunkt Herrath verfügt über einen Mittelbahnsteig, der nur über den Bahnübergang erreicht werden kann. Der Bahnsteig ist mit einem Fahrkartenautomaten und einem Wartehäuschen für die Reisenden ausgestattet. 1992 wurde das längst geschlossene, ehemalige Empfangsgebäude aus rotem Klinker aus dem Jahr 1931 verkauft und befindet sich seitdem in Privatbesitz. Mit der Umstellung der Strecke auf ESTW-Betrieb über das Stellwerk Grevenbroich im November 2007 verlor Herrath seine Funktion als Blockstelle wieder, bis dahin steuerte ein Fahrdienstleiter vom im Anbau untergebrachten Stellwerk Hf die beiden Signale der Blockstelle sowie den Bahnübergang. Der Anbau wird seitdem nicht mehr genutzt. Zeitgleich wurden die Formsignale der Blockstelle gegen Ks-Signale ausgetauscht. Der Haltepunkt wird im Regionalverkehr von der Rhein-Niers-Bahn bedient, die zwischen Aachen Hauptbahnhof und Essen Hauptbahnhof verkehrt.
| Linie | Linienverlauf | Takt   |
| ----- | --- | ------ |
| RB 33 | Rhein-Niers-Bahn: Essen-Steele – Essen Hbf – Essen West – Mülheim (Ruhr) Hbf – Mülheim (Ruhr)-Styrum – Duisburg Hbf – Duisburg-Hochfeld Süd – Rheinhausen Ost – Rheinhausen – Krefeld-Hohenbudberg Chempark – Krefeld-Uerdingen – Krefeld-Linn – Krefeld-Oppum – Krefeld Hbf – Forsthaus – Anrath – Viersen – Mönchengladbach Hbf – Rheydt Hbf – Wickrath – Herrath – Erkelenz – Hückelhoven-Baal – Brachelen – Lindern – Geilenkirchen – Übach-Palenberg – Herzogenrath – Kohlscheid – Aachen West – Aachen Schanz – Aachen Hbf Stand: Fahrplanwechsel Juni 2022 | 60 min |